# Руис Галан, Франсиско
Франсиско Руис Галан (исп. Francisco Ruiz Galán; 1500, Гуадикс-де-Гранада, Испания — 1541, остров Санта-Каталина, Испанская империя) — испанский военный и конкистадор, который в звании капитана был назначен аделантадо Педро де Мендосой первым вице-губернатором Буэн-Айре, Корпус-Кристи и Буэна-Эсперанса в 1537 году, пока первый Буэнос-Айрес не был оставлен и сожжен в конце июня 1541 года.

## Биография
Франсиско Руис Галан родился в 1500 году в городе Гуадиксе, Королевство Гранада, входившем в состав Испанской короны.
Руис де Галан был товарищем юности и близким другом аделантадо Педро де Мендосы, и как доверенное лицо он позже стал его главным администратором в Гуадиксе.
24 августа 1535 года он отплыл из порта Санлукар-де-Баррамеда вместе с Педро де Мендосой, который командовал его экспедицией, состоявшей из 12 кораблей, численностью около 3000 человек. Император Карл V выделил Педро де Мендосе более 3000 дукатов, которые конкистадор должен был перевезти в Новый Свет, но большая часть финансирования была получена из его личного состояния. Галан прибыл в Южную Америку, а именно в Рио-де-ла-Плата, в 1536 году.
Когда Мендоса решил отправиться в Европу из-за своей болезни, он приказал своему клерку Педро Эрнандесу назначить капитана Франсиско Руиса Галана первым вице-губернатором Буэн-Айре, Корпус-Кристи и Буэна-Эсперанса 20 апреля 1537 года, а в отсутствие Хуана де Айоласа также его вице-губернатором — и, следовательно, будущим вице-губернатором Новой Андалусии, базирующимся в Асунсьоне с 15 августа того же года — который, поскольку он проводил разведку в Верхнем Перу, должен был временно и временно назначить Руиса Галана на свое место 22 апреля 1537 года.
В конце октября того же года капитан Франсиско де Галан вскоре получил от недавно прибывшего основателя Асунсьона капитана Хуана де Салазара-и-Эспиноса информацию о плодородии этой северной почвы, оптимальной для Парагвая температуре, нынешнем умиротворении гуарани, добром нраве женщин-аборигенов, по этой причине он убедил Руиса Галана фактически и по праву взять на себя верховную временную власть правительства в отсутствие Хуана де Айоласа.
Капитан Галан отправился на борт, чтобы они присягнули ему на верность, то же самое сделали испанцы из форта Корпус-Кристи 28 декабря того же года, а затем по той же причине направились в форт Буэна-Эсперанса.
Тем временем капитан Доминго Мартинес де Ирала, назначенный лейтенантом Айоласа и вице-губернатором Ла-Канделарии с 2 февраля 1537 года, взял на себя руководство завоевательными силами и отправился занимать свой пост в недавно основанном городе в Верхнем Парагвае — недалеко от современной Байя-Негра — но, подвергшись преследованиям со стороны пайягуае, он был вынужден покинуть порт Ла-Канделария и, высадившись в Асунсьоне, с удивлением обнаружил временного губернатора Руиса Галана, который только что прибыл с Салазаром из Рио-де-ла-Плата с большим количеством солдат, которых он привел из «Буэн-Айре» и из фортов Корпус-Кристи и Буэна-Эсперанса, из-за чего между ними возник спор из-за командования.
Поддержанный этими людьми, Франсиско Руис де Галан потребовал, чтобы Доминго Мартинес де Ирала признал его высшим представителем власти в правительстве, ссылаясь на постановления аделантадо Мендосы в случае отсутствия Хуана де Айоласа, которые были зафиксированы в протоколах нотариуса Педро Эрнандеса. Капитан Ирала, не имея сил настоять на своих правах, не захотел продемонстрировать власть, предоставленную ему упомянутым лейтенантом, последствия которой аннулировали бы претензии его оппонента, поскольку аделантадо установил, что его преемником в правительстве станет вышеупомянутый Айолас или тот, кто обладал его властью; однако он ограничился тем, что настоял на том, чтобы ему помогли вернуться в Канделарию, но самозванец Галан приказал своему констеблю Хуану Пабону арестовать его, и поскольку приказ был столь произвольным, через короткое время он решил освободить Иралу и отдать ему бриг, который он просил, чтобы вернуться в Верхний Парагвай.
Инспектор литейного производства, в настоящее время инспектор горнодобывающей промышленности, Алонсо де Кабрера, прибывший на корабле «Мараньона» в Рио-де-ла-Плата из Испании в ноябре 1538 года, прибыл, удостоенный этой награды от испанской короны, но не столько для того, чтобы разрабатывать гипотетические металлы недр Рио-де-ла-Плата, сколько с конкретной миссией наблюдения за местной политической реальностью и поиска губернатора на случай, если аделантадо не назначит преемника.
Из-за вопроса о превосходстве в командовании, которое генерал-лейтенант Галан хотел возложить на Кабреру, это привело к столкновению их личностей, и из-за полномочий, предоставленных самим императором, он склонился в пользу Мартинеса де Иралы, временно отняв у капитана Руиса Галана номинальное командование городом Асунсьон 18 ноября 1538 года и, следовательно, управление Рио-де-ла-Плата и Парагваем.
Кабрера, проинформированный о сложившейся ситуации, из-за настойчивости и претензий Руиса Галана, двинулся с ним в мае 1539 года в Асунсьон, где он смог эффективно проверить власть, данную Айоласом Ирале, для чего он окончательно распорядился, чтобы Мартинес де Ирала был признан губернатором и генерал-капитаном всех территорий Рио-де-ла-Плата и Парагвая; это решение, вытекавшее из воли императора, было принято всем населением.
В 1537 и 1539 годах его заместитель Хуан де Ортега оставался его заместителем, но не занимал временную должность, когда он отправился в город Асунсьон, чтобы временно занять пост губернатора, хотя и не достигнув своей цели, как уже упоминалось.
Вернувшись в 1539 году под свою юрисдикцию в качестве вице-губернатора тогдашнего Буэнос-Айреса и его зависимых территорий, капитан Руис де Галан стал первым, кто засеял и собрал урожай кукурузы на аргентинской земле, чтобы облегчить голод жителей бывшего Буэнос-Айреса и таким образом достичь продовольственной самообеспеченности.
В конце июля 1540 года капитан Хуан де Ортега по приказу временного губернатора Мартинеса де Иралы отправился по реке с несколькими людьми из города Асунсьон на борту двух судов с приказом добраться до злополучного и голодающего Буэнос-Айреса и таким образом завладеть им, а затем перенести его в другое место. Прибыв на место назначения в конце августа того же года, он не смог выполнить свой приказ, поскольку жители оказали сопротивление, а некоторые из них были вынуждены бежать в Бразилию из-за жестокого обращения. По прибытии в порт генуэзец Панкальдо недавно умер.
Целью губернатора Иралы было лишить вице-губернатора Руиса Галана власти и командования, поэтому было крайне важно оставить «Пуэрто-дель-Буэн-Айре» и другие укрепления, даже несмотря на то, что его жители сумели обеспечить себя урожаем и скотом, а нападения аборигенов керанди прекратились, что укрепило население. Но для Иралы потеря единственного морского порта в провинции стоила того, чтобы централизовать свою власть.
В конце июня 1541 года они покинули южные поселения, а 2 сентября того же года прибыли жители опустевших поселений Буэн-Айре и Корпус-Кристи.
Когда губернатор Доминго Мартинес де Ирала решил посетить необитаемый первый Буэнос-Айрес, Франсиско Руис де Галан попросил разрешения покинуть Рио-де-ла-Плату, минуя Асунсьон, и Ирала разрешил ему перебраться на остров Санта-Каталина в Атлантическом океане (современная Бразилия), чтобы отправиться в Европу и вернуться в Испанию, но на этом острове связь с капитаном Франсиско Руисом де Галаном была потеряна, и его смерть, как предполагалось, наступила в конце того же года.